# Ordine di Vasco Núñez de Balboa
L'Ordine di Vasco Núñez de Balboa è un ordine cavalleresco panamense.

## Storia
L'Ordine è stato fondato il 1º luglio 1941.

## Classi
L'Ordine consta delle seguenti classi di benemerenza:
- gran croce straordinaria
- gran croce
- croce di grand'ufficiale
- croce di commendatore
- croce di cavaliere

| Nastri             |                       |                          |            |                          |
| Croce di cavaliere | Croce di commendatore | Croce di grand'ufficiale | Gran croce | Gran croce straordinaria |

## Insegne
Il  nastro è di colore viola con una striscia gialla al centro.

## Insigniti notabili
- Alberto II di Monaco (2002)
- Alicia Alonso (1981)
- Dwight Eisenhower
- Felipe di Spagna
- William Halsey
- Marc Ouellet